# Normichthys
Normichthys is een geslacht van straalvinnige vissen uit de familie van glaskopvissen (Platytroctidae). Het geslacht is voor het eerst wetenschappelijk beschreven in 1951 door Parr.

## Soorten
- Normichthys herringi Sazonov & Merrett, 2001
- Normichthys operosus Parr, 1951
- Normichthys yahganorum Lavenberg, 1965